# تسیتسرناوانک
تسیتسرناوانک (ارمنی: Ծիծեռնավանք; انگلیسی: Tzitzernavank) یک صومعه حواری ارمنی واقع در تسیتسرناوانک، در استان کاشاتاق جمهوری آرتساخ می‌باشد. ساخت و ساز این ساختمان بین سده‌های ۵ام-۶ام میلادی به پایان رسید. این بنا به سبک معماری ارمنی طراحی شده‌است.

## نگارخانه

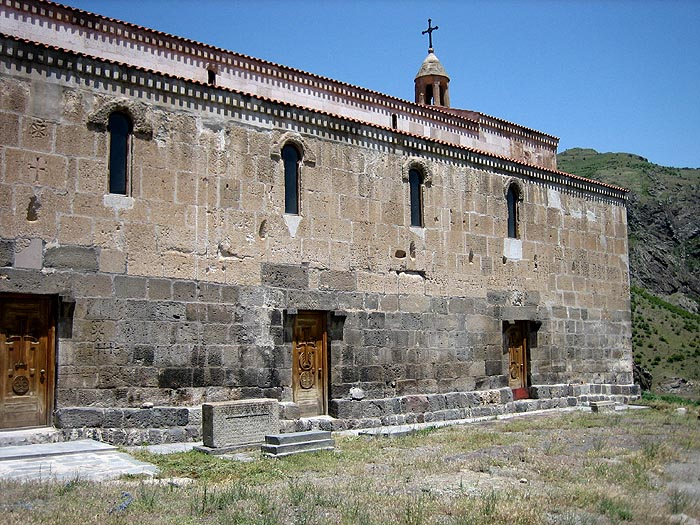
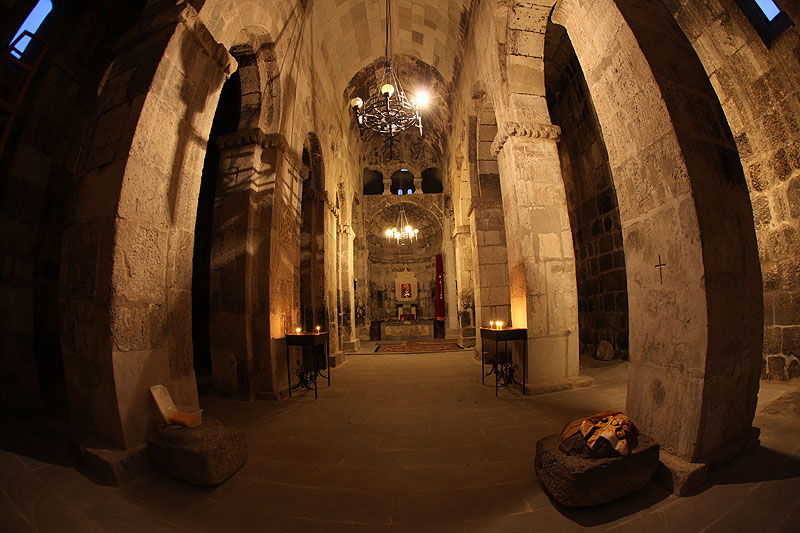